# Morogoro
Morogoro è una città della Tanzania meridionale, capoluogo dell'omonima regione. Si trova 190 km a ovest di Dar es Salaam, ai piedi dei monti Uluguru, nei pressi del fiume Ngerengere.
Morogoro è un importante centro agricolo, e ospita l'Università dell'Agricoltura di Sokoine. Nella città hanno sede anche numerose missioni, che gestiscono scuole e ospedali. Nei dintorni della città si trovano villaggi e piccole comunità di diverse etnie, fra cui i Luguru (il popolo nativo dei monti Uluguru), i Pogoro, gli Ndamba e Maasai.
All'economia di Morogoro contribuisce anche, in misura minore, il turismo; la città costituisce infatti una tappa frequente per coloro che si recano a visitare i monti Uluguru o il vicino parco nazionale di Mikumi, entrambe destinazioni di minore rilievo rispetto ai grandi circuiti dei parchi nazionali o al Kilimanjaro, ma comunque caratterizzate da un discreto afflusso di visitatori. Alcune comunità Luguru e altri villaggi tradizionali sono aperti al turismo culturale.
Nei pressi di Morogoro, sullo Ngerengere, si trova la diga di Mindu, che soddisfa circa l'80% del fabbisogno idrico della città. Il progetto della diga, iniziato nel 1978, è stato oggetto di numerose controversie; l'acqua stagnante ha infatti causato un aumento della diffusione della bilharzia e le vicine miniere d'oro causano un elevato livello di inquinamento da mercurio della riserva idrica di Mindu.
Presso l'Università di Sokoine ha la propria sede principale l'ONG APOPO, che conduce un programma di addestramento di ratti giganti per la ricerca di mine anti-uomo e focolai di tubercolosi. I ratti addestrati dall'APOPO sono stati impiegati, tra l'altro, per lo sminamento di diverse aree del Mozambico.

## Amministrazione

### Gemellaggi
- Milwaukee
- Linköping